# Lovilia
Lovilia – miasto w Stanach Zjednoczonych, w stanie Iowa, w hrabstwie Monroe. Zgodnie ze spisem statystycznym z 2000 roku, miasto liczyło 583 mieszkańców.